# Списак ликова серије Аватар: Последњи владар ветрова

Овде се могу нађи сви главни и већина споредних ликова анимиране серије Аватар: Последњи владар ветрова.

## Главни ликови

### Аватар Анг
- Анг је наизглед обичан дванаестогодишњи дечак, међутим он је Аватар који биолошки гледано има 112 година, јер је провео 100 година заробљен у санти леда. Монаси јужног храма ваздуха откривају Ангу да је он нови Аватар, али Анг бива уплашен својих нових дужности и успева да побегне од куће и 100 година пре почетка клаве радње у серији, заједно са својим бизоном Апом, Анг упада у ледену воду која их је претворила у санту леда. Након 100 година проведених у санти леда, Катара и њен старији брат Сока стицајем околности наилазе на санту леда у којој су били Анг и Апа и одлеђују их. Од тренутка када су се срели, Анг и Катара су заљубљени један у другог, међутим све до краја серије не признају то један другоме. Анг је духовит, оптимистичан, веран и дарежљив што често помаже екипи да побегну из невоља, али такође поседује и велику моћ владања ветром. Међутим, као Аватар, Анг мора да научи да влада и осталим елементима (Водом, Земљом и Ватром). Током прве сезоне, Анг, Катара и Сока летећи на Апи крећу на путовање ка северном племену воде како би нашли учитеља који ће Анга и Катару научити владање водом. На путу до тамо, екипа свраћа у јужни храм ваздуха, у ком је до пре 100 година Анг живео. Међутим у њему га чека шок, цео храм је уништен, сви становници леже мртви на поду, једино што га орасположује јесте лемур ког Анг назива Момо и заједно са њим креће на даљи пут. Након многобројних авантура, Аватаров тим стиже до северног племена воде у ком Анг и Катара уче владање водом и крећу на даљи пут ка краљевству земље.

### Катара
- Катара је четрнаестогодишња (у последњој сезони петнаестогодишња) владарка водом из јужног племена воде. Отишавши на риболов са својим старијим братом Соком, Катара се изнервирала на њега и почела да сва бесна прави покрете рукама којим је преполовила санту леда у којој су били заробљени Анг и Апа. Њена мајка је убијена у нападу народа ватре на њено племе, док је отац отишао у рат док је катара остала да се брине и о Соки и о остатку села. Иако је превише одговорна, Катара ипак воли да се забављa и понаша се као дете. Катара је заљубљена у Анга као и он у њу, међутим то признају један другоме тек на крају серије. Иако поседује моћи владања водом, она ипак путује до северног племена воде како би их побољшала, али на путу до тамо даје Ангу часове почетничког владања водом.

### Сока
- Сока је петнаестогодишњи (у последњој сезони шеснаестогодишњи) Катарин старији брат, ратник јужног племена воде. Са великом вештином, он управља коштаним ножем, мачем и бумерангом. Када су сви мушкарци из села отишли у рат против народа ватре, Сока је остао једини ратник у селу, који је најбоље  могао штити становнике и само село. Сока кроз серију својевољно учи како да постане одрастао, као на пример у првој сезони, он учи борилачке вештине на острву Кјоши, док у трећој сезони учи да рукује мачем. Њега одликју понос, наклонос и хумор. На крају прве сезоне, Сока се заљубио у Јуе, девојку из северног племена воде, која је на крају сезоне морала да жртвује свој живот како би спасила духа месеца, ког је убио генерал народа ватре, Жао. Како је време пролазило, он је пребољивао Јуе и заљубљивао се у вођу племена Кјоши, Суки. Уз помоћ Зука, Сока ослобађа свог оца и Суки из затвора народа ватре.

### Тоф Беифонг
- Тоф Беифонг је једна од најбољих владара земљом у фиктивном универзуму. У другој сезони бежи од својих родитеља како би подучавала Аватара Анга владање Земљом. Иако је слепа. Тоф има способност да препозна шта се дешава у њеној околини помоћу своје моћи владања земљом.

### Зуко
- Зуко је 16-годишњи  владар ватром, син краља ватре Озаиа. Због свог лошег понашања на војном састанку, позван је на двобој од свог оца, на ком је добио опекотину око свог ока и на ком је протеран из земље све док не ухвати или убије Аватара. На крају серије Зуко прелази на Ангову страну и постаје му учитељ владања ватром, а такође постаје и нови краљ ватре.

### Аиро
- Аиро је стари владар ватре, брат краља Озаиа. Изгубио је свог јединог сина током опсаде града Ба Синг Се-а, па се опходи према свом нећаку Зукоу као према свом сину. Аиро зна јединствене технике владања ватром: преусмеравање муње и ватрени дах. Воли да пије различите врсте чајева, а једно време је био запослен у чајџиници.

### Азула
- Азула је 14-годишња је владарка ватром, ћерка краља Озаиа. Паметна је, арогантна и лажљива. Има способност стварања муње и плавог пламена.

### Апа
- Апа је Ангов је летећи бизон, љубимац, водич и пријатељ. Он служи као врста саобраћаја широм света. Може да лети и може да користи свој реп за створање моћних удара ваздуха. Према Ангу, летећи бизони су били први владари ваздуха.

### Момо
- Момо је једини је познати крилати лемур. Момо је уведен када га Анг проналази у Северном храму ваздуха, а затим га задржава као кућног љубимца. Иако је Момо је у многим опасним ситуацијама током путовања са главним ликовима, он им је такође био и извор комичних ситуација током целе серије.

## Споредни ликови

### Суки
- Суки је Сокина девојка и вођа Кјоши ратница. Она је љубазна, храбра, поштена и одана девојка.